# Resolució 767 del Consell de Seguretat de les Nacions Unides
La Resolució 767 del Consell de Seguretat de les Nacions Unides, fou adoptada per unanimitat el 24 de juliol de 1992. Després de reafirmar les resolucions 733 (1992), 746 (1992) i 751 (1992), el Consell va observar els esforços humanitaris en curs a Somàlia per part de les Nacions Unides i la deteriorada situació política del país.
El Consell va demanar al Secretari General Boutros Boutros-Ghali que utilitzés plenament tots els mitjans disponibles, inclòs un pont aeri urgent per accelerar i facilitar la prestació de l'ajuda humanitària a la població afectada a Somàlia que es trobava en risc de fam. També va demanar a les parts interessades, faccions i moviments a Somàlia que ajudessin a facilitar els esforços humanitaris garantint la seguretat i llibertat de moviments dels treballadors humanitaris, a més d'ajudar en l'estabilització general del país. La resolució va repetir demandes similars als observadors militars de l'Operació de les Nacions Unides a Somàlia I.
A continuació, el Consell va discutir qüestions relacionades amb un alto el foc i el cessament d'hostilitats, i va instar a totes les parts, faccions i moviments interessats que cessessin la lluita, demanant al Secretari General que promogués tal cessament al foc. Va donar la benvinguda a la cooperació de la Lliga Àrab, l'Organització de la Conferència Islàmica i l'Organització de la Unitat Africana per intentar resoldre la situació, però també va insistir en la necessitat contínua d'imposar un embargament d'armes a Somàlia vigent des de la Resolució 733.
Finalment, la resolució 767 va donar suport a la decisió del secretari general d'enviar un equip tècnic sota la direcció del representant especial, afirmant que tots els funcionaris de les Nacions Unides gaudeixen dels privilegis i immunitats d'acord amb la Convenció sobre privilegis i immunitats de les Nacions Unides, recolzant encara més els seus esforços per convocar una conferència nacional sobre reconciliació. No va autoritzar personal militar addicional a la regió, però va declarar que no "excloïa altres mesures per prestar assistència humanitària a Somàlia".